# Powellite
La powellite (simbolo IMA: Pwl) è un minerale piuttosto raro della classe dei "solfati (inclusi selenati, tellurati, cromati, molibdati e tungstati)"; la sua composizione è Ca[MoO4], quindi chimicamente è un molibdato di calcio. Poiché forma una serie mista con la relativa scheelite di tungstato di calcio, nella powellite naturale sono possibili contenuti di WO3 fino a oltre il 10%.

## Etimologia e storia
La powellite fu scoperta per la prima volta nella miniera di rame "Peacock" vicino a Cuprum (Contea di Adams) nello stato americano dell'Idaho e descritta nel 1891 da William Harlow Melville, che chiamò il minerale in onore dell'esploratore americano John Wesley Powell.

## Classificazione
Nell'ormai obsoleta, ma ancora in uso 8ª edizione della sistematica dei minerali secondo Strunz, la powellite apparteneva alla classe dei minerali di "solfati, cromati, molibdati, tungstati" e lì alla sottoclasse di "molibdati e tungstati", dove ha dato il nome al "gruppo della scheelite" con il sistema nº VI/G.01 e gli altri membri paraniite-(Y), scheelite, stolzite e wulfenite.
La 9ª edizione della sistematica minerale di Strunz, valida dal 2001 e utilizzata dall'Associazione Mineralogica Internazionale (IMA), classifica la powellite nella classe estesa dei "solfati (selenati, tellurati, cromati, molibdati e tungstati)", ma anche nella classe dei "7.G Molibdati, Tungstati e Niobati". Tuttavia, questa è ora ulteriormente suddivisa in base alla possibile presenza di anioni aggiuntivi e/o acqua cristallina, in modo che il minerale possa essere trovato nella suddivisione "7.GA Senza anioni aggiuntivi o H2O" in base alla sua composizione, dove forma il gruppo senza nome 7.GA.05 insieme a fergusonite-(Ce), fergusonite-(Nd), fergusonite-(Y), scheelite, stolzite e wulfenite.
La sistematica dei minerali secondo Dana, che viene utilizzata principalmente nel mondo anglosassone, classifica la powellite nella classe dei "fosfati, arseniati e vanadati" e lì nella sottoclasse di "molibdati e tungstati". Qui è solo insieme a scheelite nella "serie della scheelite" con il sistema nº 48.01.02 all'interno della suddivisione di "Molibdati anidro e tungstati con AXO4".

## Abito cristallino
La powellite cristallizza nel sistema tetragonale nel gruppo spaziale I41/a (gruppo nº 88) con i parametri del reticolo a = 5,22 Å e c = 11,43 Å così come 4 unità di formula per cella unitaria.

## Proprietà
Sotto la luce ultravioletta, alcune powelliti mostrano una fluorescenza da bianco crema o giallo a giallo dorato, sia per UV a onde corte che per UV a onde lunghe.
Ciò vale per la powellite pura, che ha un massimo di emissione circa 530 nm. Se il tungsteno sostituisce parte del molibdeno, il colore di emissione vira dal giallo verdastro al bianco-blu. Per la scheelite pura, il massimo di emissione è 430 nm.

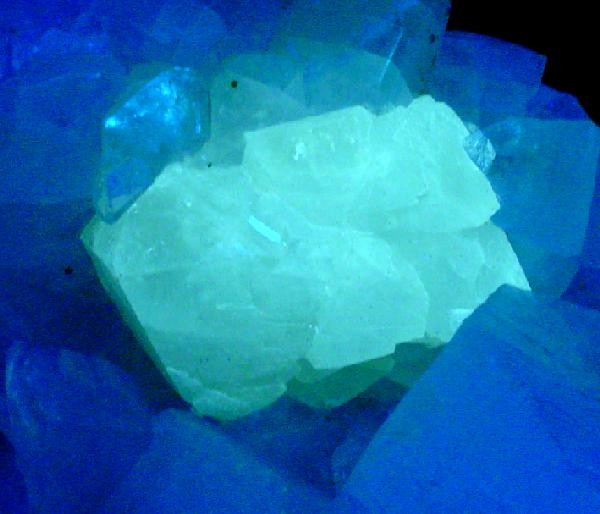
Powellite (giallo-bianco) e apofillite (blu) irradiate con luce ultravioletta - Jalgaon, Maharashtra, India (Dimensione totale del campione: 12,0 × 9,6 × 6,5 cm)

## Origine e giacitura
La powellite si forma in depositi metasomatici a contatto o secondariamente come prodotto di conversione della molibdenite nella zona di ossidazione dei depositi idrotermali contenenti molibdeno. Oltre alla molibdenite, anche l'apofillite, la ferrimolibdite, la laumontite e la stilbite sono presenti come minerali di accompagnamento.
Essendo una formazione minerale piuttosto rara, la powellite può essere abbondante in alcuni luoghi in vari siti, ma nel complesso non è molto comune. Finora sono noti circa 460 siti. Oltre alla sua località tipo "Peacock", Powellit è apparso in molti altri luoghi degli Stati Uniti dall'Alaska al Wyoming.
In Italia la powellite è stata trovata in Val d'Aosta (Saint-Marcel), in Lombardia (a Niardo, Chiesa in Valmalenco, Val Masino e Cuasso al Monte), in Piemonte (Campiglia Cervo e Beura-Cardezza), in Sardegna (Sarroch e La Maddalena) e in Toscana (presso Valle Benedetta, frazione di Livorno).
In Germania, il minerale è stato finora trovato in alcune località della Foresta Nera nel Baden-Württemberg, sull'Hartkoppe vicino a Sailauf e vicino a Stützersdorf/Tittling in Baviera, sul Bangertshöhe vicino a Hochstädten (Bensheim) e sul Kohlplatte vicino a Sonderbach in Assia, sull'Ettringer Bellerberg nell'Eifel (in Renania-Palatinato) e vicino a Königshain in Sassonia.
In Austria, la powellite si è finora verificata solo nel giacimento di scheelite nella Felbertal (Alti Tauri) nel Salisburghese.
In Svizzera, il minerale è stato trovato in alcune località dei cantoni dei Grigioni, del Ticino e del Vallese.
Altre località sono sparse in tutto il mondo.

## Forma in cui si presenta in natura
La powellite di solito sviluppa cristalli da sottili a dipiramidali con lucentezza di resina o debole lucentezza di diamante sulle superfici, ma si trova anche sotto forma di masse grossolane, croste e approcci. Sono note anche pseudomorfosi secondo la molibdenite. Nella sua forma pura, la powellite è incolore e trasparente. Tuttavia, a causa della rifrazione multipla della luce dovuta a difetti di costruzione del reticolo o alla formazione policristallina, può anche apparire bianca e, a causa di mescolanze estranee, assumere un colore grigio, giallo chiaro, giallo-verdastro, giallo brunastro o blu fino quasi al nero, per cui la trasparenza diminuisce di conseguenza.